# Riu Mamoré
El riu Mamoré és un afluent del riu Amazones. La major part del seu recorregut el fa a Bolívia essent-ne el riu més important. A la frontera boliviano-brasilera es troba l'illa Suárez la sobirania de la qual està en disputa.
Neix en la confluència dels rius Chapare i Mamorecillo a 24 km al sud de la desembocadura del riu Grande, el riu flueix en direcció nord. Té molts meandres abandonats en el seu recorregut. La seva conca de drenatge és de 241.660 km² conflueix amb el riu Beni i forma el riu Madeira. Té una longitud real de 1.319 km fins a la seva confluència amb el riu Beni però com té meandres en total suma 2.000 km. El seu cabal hidràulic mitjà és 11.649 km³.